# Kurt Anclam
Kurt Anclam (* 7. Mai 1918 in Kowanz, Kreis Kolberg-Körlin; † nach 1990) war ein deutscher Politiker und Funktionär der DDR-Blockpartei LDPD. Er war Mitglied des Staatsrates der DDR.

## Leben
Anclam, Sohn eines Schneiders, erlernte nach dem Besuch der Volksschule in Kowanz von 1932 bis 1935 den Beruf eines Bäckers und war danach in diesem Beruf tätig. Im Zweiten Weltkrieg leistete er Kriegsdienst. Er geriet in Kriegsgefangenschaft, aus der er 1947 nach Deutschland zurückkehrte.
Noch im selben Jahr legte er die Bäckermeisterprüfung ab und war von 1947 bis 1951 als Bäckermeister tätig. 1948 wurde er Mitglied der LDPD, Vorsitzender der Ortsgruppe und wirkte von 1948 bis 1950 als Gemeindevertreter in Krembz (Kreis Gadebusch). Anclam war von 1949 bis 1954 Mitglied des LDPD-Kreisvorstandes Schwerin-Land, von 1951 bis 1957 fungierte er auch als stellvertretender Vorsitzender des LDPD-Bezirksverbandes Schwerin. Er war von 1950 bis 1954 Abgeordneter im Kreistag Schwerin-Land, von 1952 bis 1954 auch Mitglied und stellvertretender Vorsitzender des Rates des Kreises Schwerin-Land sowie Kreisrat für Handel und Versorgung. In diesem Zeitraum war er ebenfalls Abgeordneter des Bezirkstages Schwerin. Er trat 1952 dem FDGB bei. Zwischen 1953 und 1959 absolvierte er ein Fernstudium an der Deutschen Akademie für Staats- und Rechtswissenschaft „Walter Ulbricht“ mit dem Abschluss als Diplom-Jurist.
Von 1957 bis 1990 gehörte er als Mitglied dem Zentralvorstand der LDPD an. Von 1954 bis 1957 war er Instrukteur und Abteilungsleiter beim Zentralvorstand der LDPD. Von 1957 bis 1966 war er persönlicher Referent beim Stellvertreter des Vorsitzenden des Ministerrates der DDR Hans Loch bzw. Max Suhrbier. Von 1967 bis 1984 war er Mitglied des Politischen Ausschusses des Zentralvorstandes der LDPD. 
Von 1966 bis 1984 fungierte Anclam als Vorsitzender des LDPD-Bezirksverbandes Halle, ab 1966 war er Mitglied des Bezirksausschusses Halle der Nationalen Front und von 1967 bis 1971 auch Abgeordneter des Bezirkstages Halle.
Von 1954 bis 1963 und wieder von 1967 bis 1986 gehörte Anclam als Abgeordneter der Volkskammer an. Von 1971 bis 1986 war er auch Mitglied des Staatsrates.

## Auszeichnungen in der DDR
- Ehrennadel der Nationalen Front (1955)
- Vaterländischer Verdienstorden in Bronze (1962), in Silber (1969) sowie in Gold (1978)
- Orden Banner der Arbeit Stufe I (1974)
- Stern der Völkerfreundschaft in Silber (1983)
- Ehrenspange zum Vaterländischen Verdienstorden in Gold (1988)
- Verdienstmedaille der DDR